# Break Up the Concrete
Break Up the Concrete är det nionde studioalbumet av den engelska rockgruppen The Pretenders, utgivet den 7 oktober 2008 på Shangri-La Music. Albumet producerades av gruppmedlemmarna själva. Det innehåller singlarna "Boots of Chinese Plastic", "Love's a Mystery" och "Break Up the Concrete".

## Låtlista
| Nr  | Titel                    | Kompositör    | Längd |
| --- | ------------------------ | ------------- | ----- |
| 1.  | Boots Of Chinese Plastic | Hynde         | 2:31  |
| 2.  | The Nothing Maker        | Hynde         | 3:58  |
| 3.  | Don't Lose Faith In Me   | Hynde         | 2:45  |
| 4.  | Don't Cut Your Hair      | Hynde         | 2:14  |
| 5.  | Love's A Mystery         | Hynde         | 3:03  |
| 6.  | The Last Ride            | Hynde         | 3:40  |
| 7.  | Almost Perfect           | Hynde         | 4:48  |
| 8.  | You Didn't Have To       | Hynde         | 3:09  |
| 9.  | Rosalee                  | Robert Kidney | 4:14  |
| 10. | Break Up The Concrete    | Hynde         | 2:39  |
| 11. | One Thing Never Changed  | Hynde         | 3:46  |

## Medverkande
- Chrissie Hynde – sång, kompgitarr
- Eric Heywood – pedal steel guitar
- James Walbourne – gitarr, piano, dragspel
- Nick Wilkinson – elbas
- Jim Keltner – trummor